# Battaglia del Katzbach
La battaglia del Katzbach fu combattuta il 26 agosto 1813 lungo le rive del fiume Katzbach (oggi Kaczawa in Polonia) tra Liegnitz e Wahlstatt, nell'allora provincia della Slesia del Regno di Prussia.
Lo scontro vide affrontarsi le truppe del Primo Impero francese comandate dal maresciallo Étienne Macdonald e le forze russo-prussiane della sesta coalizione sotto la guida del feldmaresciallo Gebhard Leberecht von Blücher. La battaglia ebbe luogo durante una forte pioggia e vide impegnata l'armata francese che Napoleone aveva distaccato per controllare l'esercito russo-prussiano del feldmaresciallo Blücher, mentre egli combatteva la battaglia di Dresda contro l'armata principale dei coalizzati. A causa dell'eccessiva aggressività del maresciallo Macdonald, le sue truppe si disgregarono, vennero contrattaccate e nella fase di ripiegamento subirono dure perdite. La disfatta del Katzbach, sommata alle altre sconfitte dei luogotenenti di Napoleone a Grossbeeren, Dennewitz e Kulm, provocò una svolta della guerra a favore dei coalizzati.

## Antefatti
Dopo la conclusione il 16 agosto 1813 dell'armistizio siglato ai primi del giugno precedente, la situazione sul campo nella Germania orientale vedeva l'armata francese di Napoleone Bonaparte insediata tra la Sassonia, il Brandeburgo e la Slesia attorniata da tre distinte armate alleate: a settentrione, l'Armata del Nord di Carlo Giovanni, principe ereditario di Svezia, difendeva il Brandeburgo e la capitale prussiana Berlino, a est l'Armata della Slesia del generale prussiano Gebhard Leberecht von Blücher era schierata tra Breslavia e Schweidnitz, mentre a sud l'Armata di Boemia del generale austriaco Karl Philipp Schwarzenberg insidiava il confine meridionale del Regno di Sassonia alleato dei francesi.
Mentre la strategia di Napoleone consisteva nella collaudata manovra di incunearsi tra le armate nemiche per batterle separatamente una dopo l'altra, gli alleati misero a punto un piano tanto semplice quanto efficace: non appena Napoleone, ancora uno dei massimi geni militari della sua epoca, si fosse avvicinato a una delle armate alleate questa si sarebbe immediatamente ritirata, mentre contemporaneamente le altre due sarebbero avanzate per colpire le linee di comunicazione francesi. La vastità del fronte obbligò Napoleone a delegare importanti responsabilità di comando ai suoi marescialli, ottimi esecutori delle disposizioni dell'imperatore ma molto meno capaci come comandanti autonomi: mentre Napoleone si metteva al comando delle forze schierate nel settore orientale per andare ad affrontare Blücher (il quale, in ottemperanza alle disposizioni concordate, si ritirò senza accettare lo scontro), il maresciallo Nicolas Charles Oudinot subì una dura sconfitta il 22 agosto nella battaglia di Großbeeren contro l'Armata del Nord del principe Carlo Giovanni, fallendo il tentativo di occupare Berlino.
Saputo che Napoleone era impegnato a inseguire Blücher, l'austriaco Schwarzenberg portò la sua armata oltre le catene montuose tra Sassonia e Boemia per andare ad assediare la capitale sassone di Dresda, un'importante base logistica francese difesa dalle forze del maresciallo Laurent de Gouvion-Saint-Cyr. Non potendosi permettere la perdita dei depositi di rifornimento e con Saint-Cyr in pesante inferiorità numerica e prossimo a capitolare, Napoleone lasciò il comando delle forze a est (Armata del Bober) nelle mani del maresciallo Étienne Macdonald mentre lui rientrava a Dresda con la sua Guardia imperiale; questo diede a Blücher la possibilità di interrompere la ritirata e passare all'offensiva: il 26 agosto, mentre contemporaneamente Napoleone dava il via alla battaglia di Dresda contro Schwarzenberg, Blücher e Macdonald si affrontavano lungo le rive del fiume Katzbach.

## La battaglia

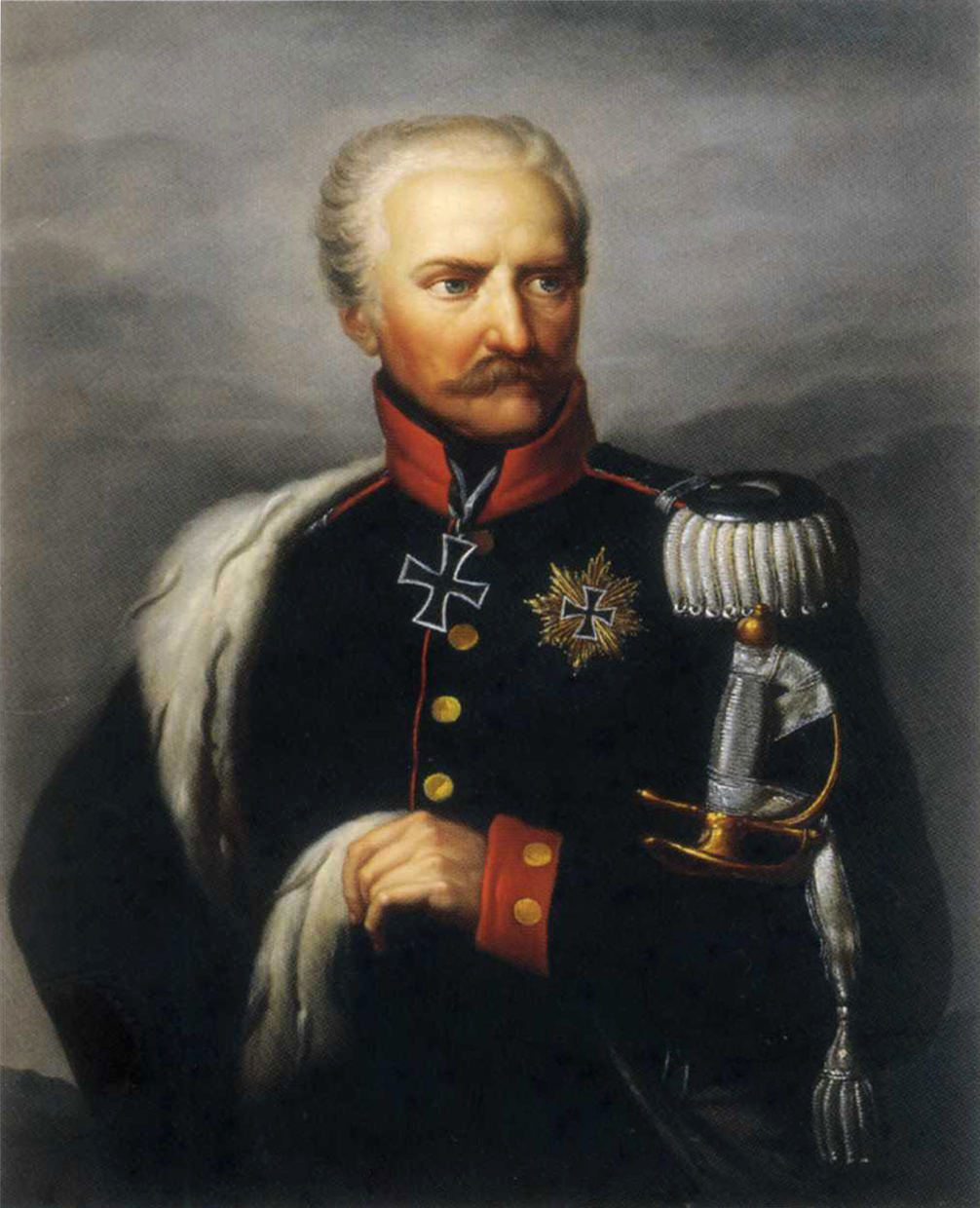
Gebhard Leberecht von Blücher, comandante dell'armata russo-prussiana

I due eserciti in campo erano quasi equivalenti per numero di uomini, circa 95 000 per parte: l'Armata del Bober di Macdonald consisteva in tre corpi d'armata di fanteria (il III del generale Joseph Souham, il V del generale Jacques Lauriston e il XI del generale Étienne Maurice Gérard) e un corpo d'armata di cavalleria (il II del generale Horace Sébastiani), mentre Blücher aveva ai suoi ordini tre corpi d'armata russi (quelli dei generali Guillaume de Saint-Priest, Louis de Langéron e Fabian Gottlieb von Osten-Sacken) e un corpo d'armata prussiano (quello del generale Ludwig Yorck).
Dal 23 agosto l'Armata del Bober era avanzata in direzione est verso il corso del fiume Katzbach: Lauriston era avanzato fino a Goldberg, Gérard aveva sostenuto un breve combattimento con il nemico a Niederau per poi accamparsi tra Niederau e Neurdorf, Souham aveva raggiunto la zona di Liegnitz con Sebastieni poco dietro a Rothbrünning; dopo un ritardo di due giorni a causa di ordini contraddittori, il 26 agosto Macdonald riprese l'avanzata muovendo verso Jauer. La mattina del 26 agosto, mentre i francesi erano ancora in movimento, le unità dell'Armata della Slesia erano accampate a est del fiume Katzbach: il corpo d'armata prussiano di Yorck levò il campo e mosse verso ovest per allinearsi ai corpi d'armata russi di Langéron e Osten-Sacken, ma la pioggia insistente rallentò i movimenti dei prussiani che solo verso le 10:00 giunsero a destinazione schierandosi tra i villaggi di Brechtelshof e Bellwitzhof. Blücher stesso era a Brechtelshof dove ricevette alcuni rapporti informativi che indicavano che l'avanzata francese si era arrestata e che Macdonald si era attestato sulla difensiva, e decise quindi di andare all'attacco del nemico: Yorck avrebbe dovuto attraversare il Katzbach tra Dohanu e Kroitsch e poi procedere verso Steudnitz per tagliare fuori le unità francesi dislocate a Liegnitz, contemporaneamente attaccate frontalmente dal corpo d'armata di Osten-Sacken; il corpo di Langéron avrebbe invece varcato il Katzbach a Riemberg per poi andare a occupare le alture tra Hohberg e Kosendau, proteggendo il fianco sinistro delle forze lanciate su Liegnitz.
Mentre i russo-prussiani avevano da poco dato il via ai loro movimenti, giunse la notizia che i francesi non si erano fermati, ma erano a loro volta in marcia verso il Katzbach. Sotto una pioggia battente, le due armate iniziarono a entrare in contatto in maniera del tutto inaspettata: verso le 12:30 i corpi d'armata di Gérard e Langéron si scontrarono nei pressi di Seichau, con il russo che ebbe appena il tempo di stabilire una posizione tra i villaggi di Herrmannsdorf e Schlaupe; anche l'avanguardia del corpo di Yorck si scontrò con i francesi avanzanti, ma la forte pioggia rendeva difficile utilizzare i moschetti della fanteria e i prussiani furono temporaneamente respinti dall'artiglieria a cavallo del corpo di Sebastiani. Il corpo d'armata francese del generale Souham stava tentando di attraversare il fiume Neiße tra Liegnitz e Dohanu, ma trovati tutti i ponti distrutti si diresse invece verso Kroitsch; il maresciallo Macdonald, in movimento verso la zona degli scontri, si incontrò con Souham verso le 14:00 e gli ordinò di distaccare la divisione del generale Michel Silvestre Brayer e inviarla a occupare le alture sopra il villaggio di Nieder-Crayn, manovra completata verso le 14:30.

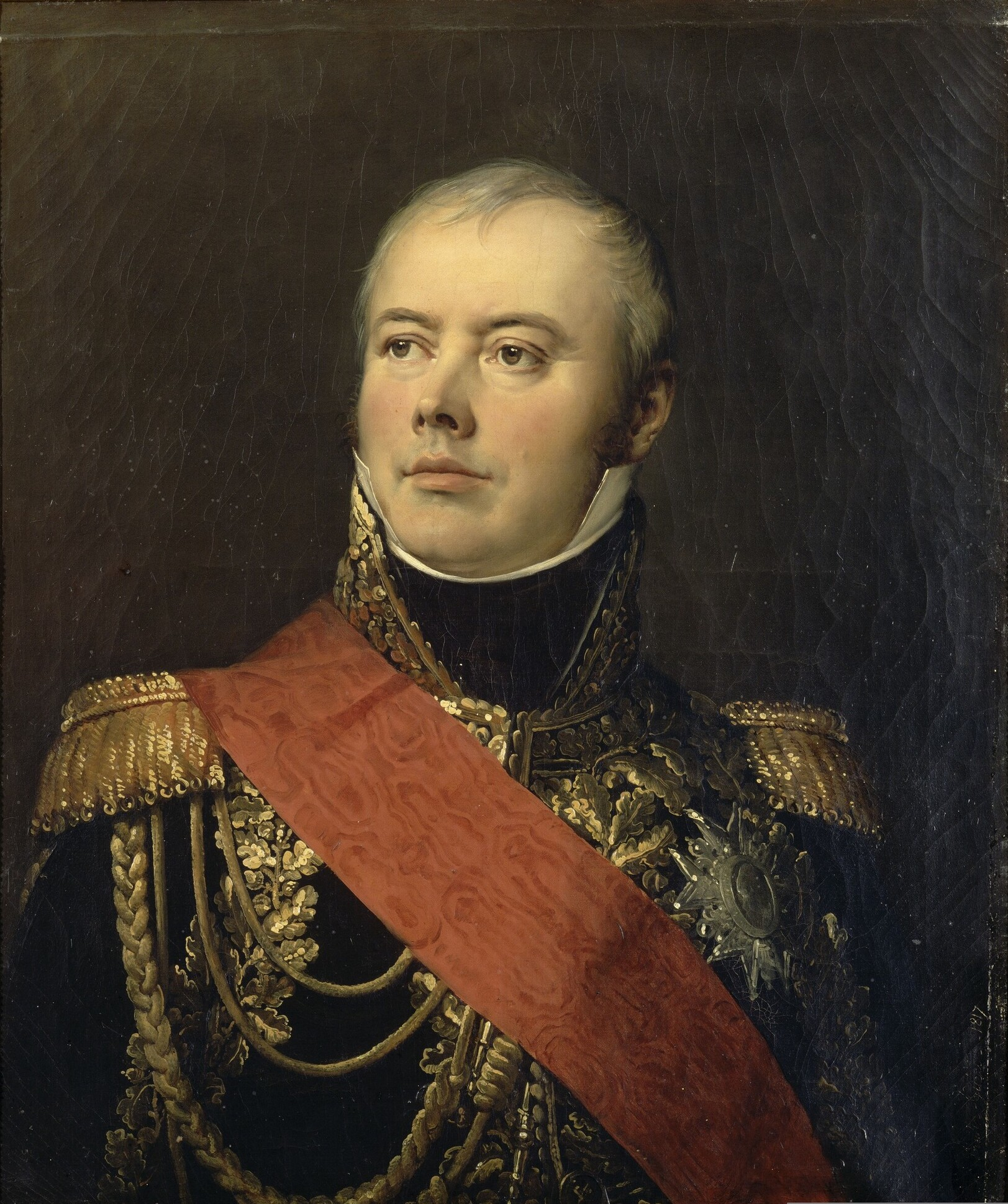
Étienne Macdonald, comandante dell'armata francese

Blücher decise di approfittare di questa manovra dei francesi, puntando a ributtare indietro il nemico verso i numerosi fiumi che a causa delle piogge stavano straripando, e i corpi di Osten-Sacken (già in movimento per conto proprio) e Yorck furono lanciati in avanti: la brigata prussiana del generale Friedrich von Hünerbein fu la prima ad attaccare, avanzando con il fianco sinistro lungo il corso del Neiße e ributtando indietro la fanteria francese di Brayer dopo un duro scontro corpo a corpo combattuto con le baionette e i calci dei fucili. Convinto che la linea francese stesse per cedere, Yorck fece entrare in campo la cavalleria del suo corpo d'armata, dieci squadroni al comando del colonnello Georg Ludwig von Jürgass: la carica dei prussiani sfondò i ranghi dei francesi, ma Jürgass fu a sua volta controcaricato dalla divisione di cavalleria leggera del generale Rémi Exelmans, parte del corpo di cavalleria del generale Sebastiani, che era riuscita finalmente a superare l'intasamento di traffico al ponte di Kroitsch; Jürgass fu respinto sulle posizioni di partenza perdendo la sua artiglieria a cavallo, ma la controcarica di Exelmans fu bloccata dalla fanteria di Yorck e poi ributtata indietro dal contrattacco di sei squadroni prussiani e quattro russi. Nel frattempo il corpo d'armata russo di Osten-Sacken era avanzato fino a Eicholtz, e Blücher ordinò l'attacco generale: la divisione di Brayer dovette abbandonare le alture di Nieder-Crayn, ma pur perdendo tutti i suoi cannoni e i suoi carri riuscì a ritirarsi abbastanza ordinatamente fino a Kroitsch; il corpo di Yorck, spossato per il duro scontro, mise in atto solo un inseguimento simbolico.
Mentre Brayer era in ritirata, il resto del corpo d'armata di Souham arrivò sulle rive del Katzbach: la divisione del generale Antoine Guillaume Delmas attraversò il fiume a sud di Kroitsch e mosse su Dohanu, ma fu respinta dal fuoco dell'artiglieria alleata; le divisioni dei generali Étienne Ricard e Joseph Albert attraversarono il Katzbach a Schmogwitz e affrontarono in combattimento i russi del corpo di Osten-Sacken, ma si ritirarono non appena si diffuse la notizia della sconfitta della divisione di Brayer. Sull'altro lato del campo di battaglia, il corpo del generale Langéron aveva continuato ad affrontare i corpi d'armata francesi dei generali Gérard e Lauriston: in inferiorità numerica, i russi furono respinti e alle 16:00 i francesi occuparono il villaggio di Hennersdorf, salvo però fermarsi subito dopo a causa di una pessima coordinazione; ciò diede modo a Blücher di far affluire la brigata prussiana del generale Karl von Steinmetz, che lanciò un contrattacco sul fianco dei francesi. Al calar della notte parte del villaggio di Hennersdorf era stato riconquistato dagli alleati, e gli scontri proseguirono con alterne vicende fino a mezzanotte quando i francesi si ritirarono.

## Conseguenze

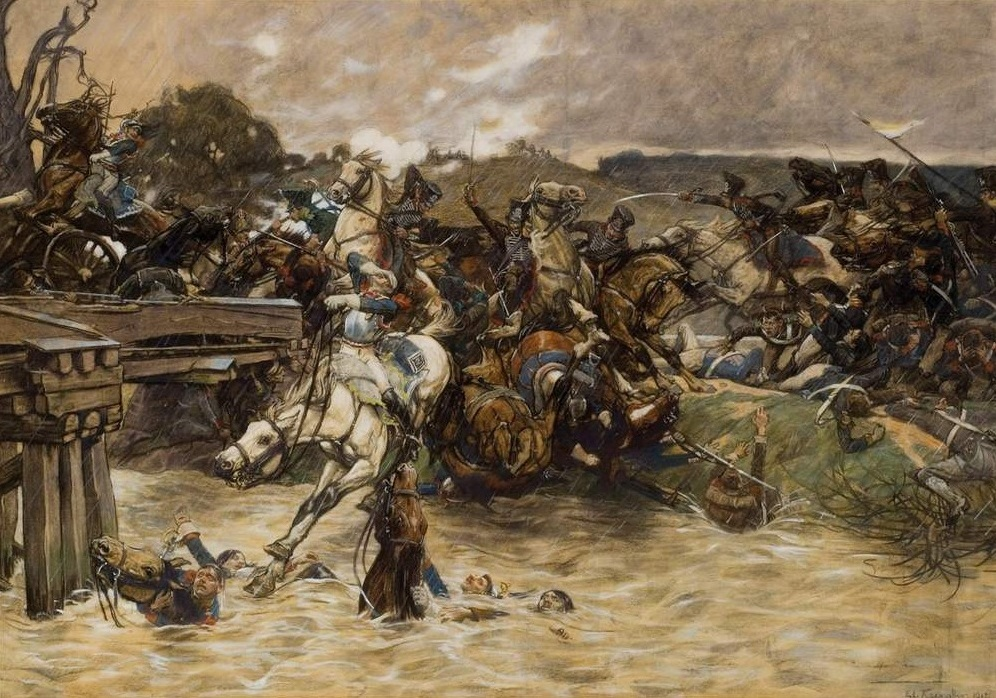
Corazzieri francesi sono sospinti nel fiume Katzbach dagli ussari prussiani in un quadro di Eduard Kaempffer

Nessuna delle due parti aveva previsto di affrontare una battaglia il 26 agosto, e gli scontri si svolsero in maniera confusa anche per via delle pessime condizioni climatiche; Blücher fu abile nel guadagnare velocemente l'iniziativa delle operazioni, ma la sua vittoria non fu così netta: le perdite subite da entrambe le parti il 26 agosto sono difficili da stimare, ma i resoconti di alcuni storici dell'epoca che parlavano di migliaia di soldati francesi sospinti ad annegare nelle acque del fiume Neiße sono oggi ritenuti poco verosimili.
Il disastro per l'Armata del Bober francese iniziò quando Macdonald tentò di ritirarsi verso ovest dopo l'insuccesso sul Katzbach: i francesi si divisero in due colonne marciando verso Bunzalu e Löwenberg, ma l'ordine dei reparti venne subito meno e il ripiegamento si trasformò in una rotta. Il corpo prussiano di Yorck, stanco e fradicio di pioggia, si mosse all'inseguimento lentamente nonostante le esortazioni di Blücher, ma il 27 agosto i russi di Langéron catturarono 2 200 prigionieri e sei cannoni del corpo d'armata di Lauriston mentre questi retrocedeva su Goldberg; il 29 agosto ancora il corpo d'armata di Langéron riuscì a tagliare fuori e circondare una divisione francese intenta ad attraversare il corso del Bober a Löwenberg, obbligando alla resa il generale Jacques-Pierre-Louis Puthod con 4 000 dei suoi uomini. L'inseguimento da parte degli alleati ebbe termine il 31 agosto, quando a Blücher furono recapitate le prime notizie sulla vittoria di Napoleone nella battaglia di Dresda: temendo di essere il prossimo bersaglio della controffensiva francese, il prussiano decise quindi di attestare la sua armata in una posizione difensiva lungo il fiume Queis. Compresa la fase dell'inseguimento, la battaglia del Katzbach era costata all'Armata della Slesia russo-prussiana la perdita di più di 22 000 uomini, ma in compenso l'Armata del Bober di Macdonald era uscita completamente distrutta dallo scontro: i francesi avevano perduto più di 30 000 uomini (tra cui 18 000 prigionieri compresi tre generali) oltre a 103 cannoni, 300 carri e tre bandiere.
Per la sua vittoria nella battaglia del Katzbach, Blücher ricevette il titolo di "Principe di Wahlstatt" (Fürst von Wahlstatt) il 3 giugno 1814.